# نهائي دوري أبطال إفريقيا 2016
نهائي دوري أبطال أفريقيا 2016 (المعروف أيضاً باسم دوري أورانج لأبطال أفريقيا 2016 لأسباب الرعاية) هي المباراة النهائية للنسخة 52 من بطولة أفريقيا الممتازة لكرة القدم للأندية التي تنظم من قبل الاتحاد الأفريقي لكرة القدم (CAF)، والنسخة 20 بشكلها الحالي دوري أبطال أفريقيا. توج ماميلودي صن داونز بالبطولة على حساب نادي الزمالك المصري، تأهل صن داونز إلى كأس العالم للأندية لكرة القدم 2016، وحصل على حق اللعب في كأس السوبر الأفريقي.

## الفرق
| الفريق   | مشاركة سابقة (الخط الغليظ يشير إلى بطل تلك النسخة) |
| -------- | -------------------------------------------------- |
| صن داونز | 1 (2001)                                           |
| الزمالك  | 6 (1984، 1986، 1993، 1994، 1996، 2002)             |

## النهائي
| ماميلودي صن داونز                          | 3–0   | الزمالك |
| ------------------------------------------ | ----- | ------- |
| لافور 31' · لانغرمان 40' · جمال 46' (ه.ذ.) | تقرير |         |

| صن داونز | الزمالك |

| الزمالك       | 1–0   | ماميلودي صن داونز |
| ------------- | ----- | ----------------- |
| أوهاويتشي 64' | تقرير |                   |

| الزمالك | صن داونز |